# أذن الدب (جنس)
أذن الدب (الاسم العلمي: Arctotis)، جنس نباتات حولية ومعمرة من فصيلة النجمية.
الاسم العلمي مركب من كلمتين إغريقيتين " arct" دب و"ōt" أذن.
أذن الدب موطنه الأصلي المنحدرات الصخرية الجافة في جنوب إفريقيا. توضع بعض أنواعه في جنس Venidium. الاسم الشائع لهُ "الأقحوان الأفريقي" أو غوسبلوم "Gousblom" باللغة الأفريكانية. تحتوي هذه النباتات على أزهار مركبة تشبه الأقحوان والتي تميل إلى الإغلاق في وقت متأخر من بعد الظهر أو في الطقس الغائم، ولكن تم تطوير العديد من الضروب لاستخدامها في الحدائق وهذه الضروب تظل مفتوحة لفترة أطول، وهي متوفرة في مجموعة واسعة من الألوان. غالبًا ما تُزرع هذه النباتات المعمرة الرقيقة في المناطق المعتدلة باعتبارها نباتات سنوية نصف قوية.
الهجين االبستاني أ. × هيبريدا هورت. حصل "شُعلة" على جائزة الاستحقاق من الجمعية البستانية الملكية.
يعتبر "السكر الوردي" و"المارج الكبير" من أنشط هجائن أذن الدب ومن الخيارات الشائعة لتصميم الحدائق بسبب ألوان ازهارها المتنوعة

## الأنواع
- Arctotis acaulis L.
- Arctotis acuminata K.Lewin
- Arctotis adpressa DC.
- Arctotis aenea J.Jacq.
- Arctotis amplexicans Less.
- Arctotis amplexicaulis Less.
- Arctotis angustifolia L.
- Arctotis arctotoides (L.f.) O.Hoffm.
- Arctotis argentea Thunb.
- Arctotis aspera L.
- Arctotis auriculata Jacq.
- Arctotis bellidiastrum (S.Moore) Lewin
- Arctotis bellidifolia P.J.Bergius
- Arctotis bolusii (S.Moore) Lewin
- Arctotis campanulata DC.
- Arctotis candida Thunb.
- Arctotis caudata K.Lewin
- Arctotis crispata Hutch.
- Arctotis cuneata DC.
- Arctotis cuprea Jacq.
- Arctotis debensis R.J.Mckenzie
- Arctotis decurrens Jacq.
- Arctotis diffusa Thunb.
- Arctotis discolor (Less.) Beauverd
- Arctotis dregei Turcz.
- Arctotis elongata Thunb.
- Arctotis erosa (Harv.) Beauverd
- Arctotis fastuosa Jacq
- Arctotis flaccida Jacq.
- Arctotis fosteri N.E.Br.
- Arctotis frutescens Norl.
- Arctotis gigantea A.Rich.
- Arctotis gowerae E.Phillips
- Arctotis graminea K.Lewin
- Arctotis gumbletonii Hook.f.
- Arctotis hirsuta (Harv.) Beauverd
- Arctotis hispidula (Less.) Beauverd
- Arctotis incisa Thunb.
- Arctotis laciniata Lam.
- Arctotis laevis Thunb.
- Arctotis lanceolata Harv.
- Arctotis leiocarpa Harv.
- Arctotis leptorhiza DC.
- Arctotis leucanthemoides Jacq.
- Arctotis linearis Thunb.
- Arctotis macrosperma (DC.) Beauverd
- Arctotis microcephala (DC.) Beauverd
- Arctotis perfoliata (Less.) Beauverd
- Arctotis petiolata Thunb.
- Arctotis pinnatifida Thunb.
- Arctotis pusilla DC.
- Arctotis reptans Jacq.
- Arctotis revoluta Jacq.
- Arctotis rotundifolia K.Lewin
- Arctotis schlechteri K.Lewin
- Arctotis schraderi (DC.) Beauverd
- Arctotis semipapposa (DC.) Beauverd
- Arctotis serpens (S.Moore) Lewin
- Arctotis sessilifolia K.Lewin
- Arctotis setosa K.Lewin
- أذن الدب P.J.Bergius
- Arctotis suffruticosa K.Lewin
- Arctotis sulcocarpa K.Lewin
- Arctotis tricolor Jacq.
- Arctotis undulata Jacq.
- Arctotis venidioides DC.
- Arctotis venusta Norl.
- Arctotis virgata Jacq.

## روابط خارجية
.